# Cuceglio
Cuceglio is een gemeente in de Italiaanse provincie Turijn (regio Piëmont) en telt 948 inwoners (31-12-2004). De oppervlakte bedraagt 6,9 km², de bevolkingsdichtheid is 137 inwoners per km².
De volgende frazioni maken deel uit van de gemeente: Cascine Cuffia.

## Demografie
Cuceglio telt ongeveer 446 huishoudens. Het aantal inwoners steeg in de periode 1991-2001 met 9,7% volgens cijfers uit de tienjaarlijkse volkstellingen van ISTAT.
| Jaar | Inwoneraantal |
| ---- | ------------- |
| 1991 | 843           |
| 2001 | 925           |

## Geografie
Cuceglio grenst aan de volgende gemeenten: Scarmagno, Agliè, Vialfrè, Mercenasco, San Giorgio Canavese, Montalenghe.
1. ↑  https://demo.istat.it/?l=it.